# 小頭光牙寶蓮魚
小頭光牙寶蓮燈魚，為輻鰭魚綱脂鯉目脂鯉亞目脂鯉科的其中一個種。分布於南美洲阿根廷Pilcomayo河流域，體長可達4.6公分，棲息在底中層水域，生活習性不明。
其种加词“microcephala”意为“小头的”。